# Homer City
Homer City är en kommun av typen borough i Indiana County i Pennsylvania. Vid 2010 års folkräkning hade Homer City 1 707 invånare.

## Kända personer från Homer City
- Ben McAdoo, tränare av amerikansk fotboll